# قداس: فارس مصاصي الدماء
قداس: فارس مصاصي الدماء (بالإنجليزية: Requiem: Vampire Knight) هي سلسلة روايات مصورة فرنسية النشر من تأليف الكاتب البريطاني بات ميلز ورسم الفنان أوليفييه ليدرويت. نُشر هذا العمل ما بين العام 2009 والعام 2012 بمجموع 11 عدد و توقَّفَ منذ ذالك الحين.
تميّزت القصة بعنفها الشديد وكل عدد منها كانت مظلمة وجريئة من الأخرى، السّادية والمازوخية كانت أمرًا شائعًا في هذه القصة وكانت هناك مشاهد عديدة تحتوي على جنس عنيف. كانت هناك فكاهة كبيرة في القصة، كما كانت مليئة بالسخرية. بسبب الضعف المادّي للبنس الواحد مقابل العدد كان يجري إصدارهُم كل 8 أشهر في البداية، لكن مع نجاح القصة أكثر تم منح وقت أكبر للفنانين للعمل. كان يُتوقّع أن تصل القصّة في المجموع إلى 12 عددًا، مع إصدار الأعداد بفواصل سنة ما بينهم، لكنّ السلسلة توقَّفت عندَ العدد 11، الذي صدرَ في تشرين الثاني/نوفمبر 2012. أعلنَ ميلز في تموز/يوليو 2022 أنه بدأ كتابة الأعداد 12 و13، والتي ستكون خاتمة القصة وعلي حسب كلام بات ميلز فمن المتوقّع أن تكون هناك مشاريع أكبر لقصة قادمة في المستقبيل البعيد.

## الأعراق والفصائل
عندما يموت الناس يتم تجسيدهم علي هيئة وحوش على حسب خطياهم
- مصاصي الدماء: الطبقة نبيلة في قيامة الذين كانوا يحبون تعذيب و قتل الناس في حياتهم سابقة
- الغيلان: منافقون وخونة ولصوص من طبقة فقيرة يتم تجسيدهم علي هيئة غيلان ثاني أدنى مرتبة في قيامة بعد زومبي اغلب هذه فئة من النساء
- الحكام: رجال أعمال رأس ماليين وملوك فاسدين يتم تجسيدهم على هيئة حكام عالم القيامة
- مستذئين: متعصبين دينين وكهنة يتمُّ تجسيدهم على هيئة ذئاب بشرية
- لاميا: الأبرياء والناس الصالحين في حياتهم ويتمُّ تجسيدهم أيضًا في العالم العبثي الذي يعيشون به.

## القصة
تدور أحداث القصة في عالم يُدعى القيامة، ويطلق عليه في بعض المرات الجحيم. في القيامة يتجسّد الناس على شكل وحوش وفقًا لخطايا حياتهم أو عدم وجودها. تتكون أدنى الرتب من الزومبي وكوبولدز و الغيلان. بينما مصاصو الدماء يشكلون نخبة المجتمع والطبقة الحاكمة. كلما كان الإنسان أكثر قسوة في الحياة، كان أجره أفضل في القيامة. لذلك هناك مفهوم مقلوب للعدالة في هذا العَمل، فالقيامة لها شكل مشابه للأرض، ولكن يبدو أن كل شيء في الاتجاه المعاكس لما هو على الأرض، فالأخيرة محلّ المحيطات بينما النيران مكان المياه الدائمة في العالَم الثاني كما يعودُ الوقت إلى الوراء. لا يتقدم الناس في السن ولكن عند وصول أجلهم يختفون من الوجود و يبعثون من جديد في هيئة أخرى.
من أجل تجنب الجنون والفقدان التام للعقل، فإن سكان القيامة مدمنون على عقار يدعى الأفيون الأسود. بطل الرواية هو جندي ألماني اسمه هينريك أوجسبورج الذي قُتل في الجبهة الشرقية في مواجهة الجيش السوفيتي سنة 1944، ليجد نفسه بعد ذلك على القيامة وتبدأ مغامراته في الجحيم.

## تاريخ النشر
كان حلم بات ميلز هو اقتحام سوق القصص المصورة الفرنسية لهذا سبب أنشأ دار نشر خاصة به تحت اسم إصدارات نيكل (بالفرنسية: Nickel Editions) مع المحرر جاك كولين والفنان وأوليفييه ليدرويت فنشرَ الثلاثي أول قصة وهي قصّة قداس: فارس مصاصي الدماء التي حقَّقت نجاح كبير في فرنسا حيث بيعت 30000 نسخة.